# 2010年の野球
2010年の野球（2010ねんのやきゅう）では、2010年の野球界における動向をまとめる。
2009年の野球 - 2010年の野球 - 2011年の野球

## できごと

### 1月
- 1月2日 - 【台湾】台湾政府は賭博などの八百長事件の続く国内のプロ野球に20億台湾元の公的資金を投入することを発表[1]
- 1月4日 - 【KBO】LGツインズの公式ページが前NPB埼玉西武ライオンズの岡本慎也と契約を結んだことを伝えた[2]
- 1月12日 - 【日本】野球殿堂入りが発表され、元NPB西武ライオンズの東尾修と、元NPBロッテオリオンズ、中日ドラゴンズの江藤慎一と、元立教大学、熊谷組の古田昌幸を選出[3]
- 1月18日 - NPB、MLBなどでプレーし、前年は四国・九州アイランドリーグの高知ファイティングドッグスでプレーし退団した伊良部秀輝がブログで現役引退を表明[4]、
- 1月19日 - 【四国IL】四国・九州アイランドリーグの徳島インディゴソックスは前NPBロッテの白川大輔と大谷龍次の入団を発表[5]
- 1月20日 - 【四国IL】四国・九州アイランドリーグの香川オリーブガイナーズは元オリックスの前川勝彦の入団の内定を発表[6]
- 1月21日 - 【社会人】日本野球連盟は会長の松田昌士の退任と、新会長に東京ガスの会長の市野紀生の就任が内定したことを発表[7]
- 1月29日 - 【高校】3月21日に開幕の第82回選抜高等学校野球大会（阪神甲子園球場）の出場32校が決定。初出場は6校、21世紀枠出場校は山形中央（山形）、向陽（和歌山）、川島（徳島）の3校。また大会史上初めて沖縄県から嘉手納と興南の2校が選出[8]。

### 2月
- 2月8日 - 大商大の山村裕也がMLBフィラデルフィア・フィリーズと契約することを発表[9]
- 2月10日 - 【台湾】中華職業棒球大聯盟の八百長事件で検察当局は兄弟エレファンツの元監督の中込伸、La Newベアーズに所属していた張誌家を賭博罪と詐欺罪で起訴、この他24人の選手や賭博グループ関係者が起訴された[10]
- 2月10日 - 【BCL】BCリーグの福井ミラクルエレファンツを運営するスポーツコミュニティ福井が財政難で解散し、福井新聞社の全面出資で設立する新会社に事業譲渡することを明らかにした[11]
- 2月11日 - 【台湾】中華職業棒球大聯盟の八百長事件で賭博グループの組織を取り仕切っていたのが台南県の県議会議長の呉健保だったことが判明[12]
- 2月12日 - 【BCL】BCリーグの福井は投手コーチに元NPB阪神タイガースなどでプレーした谷村智啓の就任を発表[13]
- 2月12日 - 【BCL】BCリーグの石川ミリオンスターズは前NPBソフトバンクの本間満の入団を発表[14]
- 2月19日 - 【大学】大商大は山村裕也のフィラデルフィア・フィリーズとのマイナー契約交渉が白紙に戻ったことを発表[15]
- 2月25日 - 【BCL】BCリーグの福井を運営するスポーツコミュニティ福井が株主総会で新会社の福井県民球団への事業譲渡を決議。BCリーグの球団の事業譲渡は初[16]
- 2月25日 - 全日本アマチュア野球連盟は今年11月のアジア大会のチーム編成について、大学生と社会人で編成することを決定。NPB側がプロ選手の派遣に難色を示したため[17]
- 2月25日 - 【大学】京滋大学野球連盟は佛教大学の3年生が下級生に多額の金銭を要求していたとして、同大学野球部に活動停止1カ月の処分を科したことを発表。同大学の監督と部長は辞任した[18]

### 3月
- 3月12日 - 【アメリカ・独立】前NPB横浜ベイスターズの仁志敏久がアメリカ独立リーグアトランティック・リーグのランカスター・バーンストーマーズと契約に合意したことが明らかになった[19]
- 3月12日 - 【台湾・MLB】台湾で台湾オールスターズとMLBロサンゼルス・ドジャースとの親善試合（前日）が開催され、5対2で台湾が勝利[20]
- 3月16日 - 【大学】日本大学野球連盟は首都大学野球連盟城西大学の監督に元NPB読売ジャイアンツの小原沢重頼が就任することを認可[21]
- 3月21日 - 【高校】第82回選抜高校野球大会が阪神甲子園球場で開幕[22]
- 3月25日 - 【高校】選抜高校野球大会に出場していた、開星高（島根県）の監督の野々村直通が辞任、1回戦で向陽高に敗れた際、「21世紀枠に負けて末代までの恥」などと発言し問題となっていた[23]
- 3月31日 - 【台湾】興農ブルズの高津臣吾が対兄弟戦で台湾での初セーブを挙げ、日本、アメリカ、韓国に次いで4カ国目のセーブ[24]

### 4月
- 4月3日 - 【高校】第82回選抜高校野球大会の決勝戦が阪神甲子園球場で行われ、沖縄県の興南高が東京都の日大三高に延長12回、10対5で勝利し、初優勝達成[25]。日大三高は大会新記録の大会通算103塁打。興南の我如古盛次と日大三高の山崎福也が大会タイ記録の1大会通算13安打[26]
- 4月10日 - 【大学】東京六大学野球で東大が対明大戦（神宮）でリーグ史上タイ記録の1試合16四球で14対0で敗戦[27]
- 4月13日 - 【大学】東京新大学野球リーグの流通経済大学の投手コーチに元NPB日本ハムファイターズなどの高橋直樹が就任[28]
- 4月17日 - 【大学】東京六大学野球で慶大の竹内大助が対東大戦（神宮）で7対0でリーグ史上21人目のノーヒットノーランを達成[29]
- 4月23日 - 【GPBL】日本女子プロ野球機構公式戦初試合となる京都アストドリームス対兵庫スイングスマイリーズ戦がわかさスタジアム京都で行われ、8対0で兵庫が勝利[30]

### 5月
- 4日
  - 【東都大学野球】 中央大学の澤村拓一投手が神宮球場で行われた東洋大学戦で学生最速記録の157kmをマーク。

### 6月
- 8日～13日 -【日本・大学】第59回全日本大学野球選手権大会開催（明治神宮野球場・東京ドーム）。東洋大学が2年ぶり3回目の優勝[31]。
- 11日 - 【BCL】群馬ダイヤモンドペガサスが上信越地区前期優勝[32]。
- 23日 -【GPBL】兵庫スイングスマイリーズが前期優勝。
- 24日 -【JFBL】大阪ゴールドビリケーンズに所属する8選手が野球賭博に関与していたとしてこの日までに解雇されていたことを球団が発表。
- 26日 - 【KANDOK】神戸9クルーズが前期優勝。
- 27日 - 【BCL】石川ミリオンスターズが北陸地区前期優勝[33]。

### 7月
- 2日 - 【四国IL】香川オリーブガイナーズが前期優勝。
- 25日 - 【日本・高校】旧広島市民球場で広島観音 - 広島工業の試合終了後に終球式が行われた。最後の一球を第49回全国高等学校野球選手権大会で準優勝した広陵の元エース宇根洋介が投じた。

### 8月
- 6日 - 【日本・大学】國學院大學の竹田利秋監督が勇退を表明。
- 7日 - 第92回全国高等学校野球選手権大会が開幕。
- 21日 - 【日本・高校】第92回全国高等学校野球選手権大会（阪神甲子園球場）決勝が行われ興南（沖縄）が1970年夏（第52回）以来40年ぶりの優勝を目指した東海大相模（神奈川）を13-1で下し初優勝。沖縄県勢として初の夏大会制覇を飾るとともに、史上6校目の甲子園大会春夏連覇達成。
- 28日 - 【CBL】中国シリーズは広東レパーズが北京タイガースを2連勝で下し、初優勝となった。
- 30日 - 【日本・高校】第55回全国高等学校軟式野球選手権大会決勝が明石公園野球場で行われ、能代（秋田）が新田（愛媛）を2-1で破り、28年ぶり2回目の優勝。

### 9月
- 7日 - 【社会人】第81回都市対抗野球大会最終日、東京ドームで決勝戦が行われ、川崎市・東芝が2-0で北九州市・JR九州を破り、3年ぶり7回目の優勝を果たした。橋戸賞 (MVP)には3試合に登板し2完封を記録した東芝・藤田卓史投手が選ばれた。
- 17日 - 【JFBL】JFBLは今シーズンをもって活動を停止すると発表した。大阪選手の野球賭博問題からスポンサーが離れ、リーグ運営が困難となったことが一因。三重は四国・九州アイランドリーグへの加入の意向を示している一方、大阪は今後の活動の見通しが立っていない。関西独立リーグから分離したリーグは発足1年で終了することとなった。
- 19日 - 【KANDOk】紀州レンジャーズが後期優勝。
  - 【JFBL】三重スリーアローズが優勝[34]。
- 24日
  - 【四国IL】香川オリーブガイナーズの前川勝彦投手が史上二人目のノーヒット・ノーランを達成[35]。
- 25日
  - 【BCL】福井ミラクルエレファンツが信濃グランセローズを4-3で破り北陸地区後期で初優勝を果たした[36]。
  - 【四国IL】香川オリーブガイナーズは長崎セインツに5-1で勝利し、前期に続いて後期優勝。通算6度目の優勝で、2007年以来三年ぶりの前後期制覇[37]。
  - 【KANDOK】年間グランドチャンピオンシップ第二戦が行われ、第一戦に続き神戸9クルーズが6-4で紀州に勝利。年間王者に輝いた[38]。
- 28日
  - 【BCL】群馬ダイヤモンドペガサスが上信越地区で後期優勝し、2年連続の前後期連覇[39]。
  - 【GPBL】兵庫スイングスマイリーズが前期に続いて後期も優勝。総合優勝を決め初代王者となった[40]
  - 【四国IL】四国･九州アイランドリーグ理事会は長崎セインツのリーグ撤退を了承した。選手は救済ドラフトで他球団に移籍される。九州の球団が消滅するためILはリーグ名変更を検討すると発表[41]。

### 10月
- 1日
  - 【GPBL】第二回合同トライアウトに元日本代表の宮原臣佳ら6人が合格した。
  - 【四国IL】長崎セインツが自己破産の準備を進めていることがわかった[42]。
- 2日
  - 【BCL】群馬ダイヤモンドペガサスが上信越地区年間2位の新潟アルビレックス・ベースボール・クラブに勝ち、2年連続の上信越地区優勝。
- 4日
  - 【BCL】石川ミリオンスターズが福井ミラクルエレファンツに2勝1敗で勝ち、2年ぶりの北陸地区優勝。
- 7日
  - 【日本・高校】日本学生野球協会はこの日の審査室会議で、部員による部内暴力が発覚した川西明峰高ほか4校に対外試合禁止処分を下した[43]。
- 8日 - 【日本・高校】春の選抜8回、夏4回の出場を誇る駒大岩見沢高が2011年度の新入生入学を最後に生徒募集を終了することがわかった。少子化などが理由[44]。
- 10日
  - 【四国IL】香川オリーブガイナーズが年間勝率2位の高知ファイティングドッグスとのチャンピオンシップに2勝0敗で勝ち、2年ぶりの年間総合優勝。* 13日
  - 【BCL】石川ミリオンスターズが群馬ダイヤモンドペガサスとの年間チャンピオンシップに3勝1敗で勝利し、2年ぶりの年間総合優勝。
- 18日 - 【MLB】（現地）マリナーズの新監督に、元インディアンス監督のエリック・ウェッジが就任。
- 19日
  - 【KBO】韓国シリーズはSKワイバーンズが4連勝で三星ライオンズを下し、2年ぶり3度目の優勝を決めた。SKは日韓クラブチャンピオンシップで日本シリーズ勝者・ロッテと、韓国・台湾クラブチャンピオンシップで台湾シリーズ勝者兄弟エレファンツと対戦する。
- 20日
  - 【日本・学生】日本学生野球協会が常務理事会で、日本学生野球憲章改正に伴うプロ・アマ交流の新ルールについて協議を行った[45]。
- 23日
  - 【日本・大学】東京六大学秋季リーグ（神宮球場）で1回戦2試合が行われ、東大は法大に12-1で敗れ、26季連続の最下位が確定した。また立大は明大に5-4で敗れ5位確定[46]。
  - 【CPBL】台湾シリーズは兄弟エレファンツが4連勝で興農ブルズを下し、7年ぶり7度目の優勝を決めた。兄弟は韓国・台湾クラブチャンピオンシップで韓国シリーズ勝者SKワイバーンズと対戦する。
- 26日
  - 【日本】日本政府が2010年度の文化勲章受章者7名と文化功労者17名を発表。文化功労者に王貞治・ソフトバンク球団会長が選出された[47]。
- 27日
  - 【日本・大学】東都大学野球秋季リーグ戦（神宮球場）で、國學院大學が創部80年目で悲願の初優勝[48]。
  - 【BCL】新潟アルビレックスBC新監督に、橋上秀樹（元ヤクルト・日本ハム・阪神）の就任が決定した[49]。
- 29日
- 31日
  - 【日本・高校】【日本・大学】11月13日から5日間行われる第41回明治神宮野球大会の組み合わせが決定[50]。
  - 【日本・独立】香川オリーブガイナーズが石川ミリオンスターズとのグランドチャンピオンシップに3勝1敗で勝利し、2年ぶり3回目の優勝。
  - 【IBAF】第17回IBAFインターコンチネンタルカップ決勝、 キューバ（準決勝リーグC組1位）対 オランダ（同2位）が台中インターコンチネンタルスタジアムで行われ、4-1でキューバが勝ち優勝。

### 11月
- 1日
  - 【日本・大学】東京六大学秋季リーグ公式戦、早稲田対慶應2回戦で、慶應が7-1で勝利して首位の早稲田に勝率、勝ち点で並び、3日の優勝決定戦に持ち越し。優勝決定戦は1960年の「早慶6連戦」以来となる[51]。
- 3日
  - 【日本・大学】東京六大学秋季リーグ公式戦にて、1960年以来50年ぶりの優勝決定戦となる「早稲田対慶應」戦が神宮球場で行われ、早稲田が勝利し4季ぶり42回目の優勝。
- 4日
  - 【日本・高校】全国高等学校野球選手権大会の運営委員会が開かれ、翌年の第93回大会は8月6日より15日間、阪神甲子園球場で開催することが決定した[52]。
- 5日
  - 【日本・高校】日本学生野球協会の審査室会議がこの日開かれ、高校8件に処分が下された。野球部内での暴力事件などがあった東海高（茨城）など4校に対して対外試合禁止処分。また、指導者では千葉・横芝敬愛高と東京・武蔵丘高の監督にそれぞれ3カ月の謹慎処分[53]。
  - 【KBO・CPBL】韓国・台湾クラブチャンピオンシップ第2戦はSKワイバーンズが兄弟エレファンツに5-2で勝利。前日は3-2で兄弟が勝利したため、両チーム1勝1敗で終了した。
- 6日
  - 【ABL】オーストラリアン・ベースボールリーグが開幕。
- 8日
  - 【四国IL】 三重スリーアローズの監督に長冨浩志が就任することが発表された[54]。
- 11日
  - 阪神甲子園球場のスコアボードの更新工事を12月より行うことが発表された。カウント表示は、これまでの「SBO」から国際基準に従い「BSO」に変更する[55]。
- 13日
  - 【NPB・KBO】日韓クラブチャンピオンシップで千葉ロッテマリーンズがSKワイバーンズを3-0で下し優勝。
  - 【日本】東京ドームがスコアボードのカウント表示をこれまでの「SBO」から国際基準に従い「BSO」に変更することがわかった[56]。
- 14日
  - 【社会人】第37回社会人野球日本選手権大会最終日が京セラドーム大阪で行われ、トヨタ自動車（北海道大会優勝）が4-2でJR九州（四国大会優勝）を破り、2年ぶり3回目の優勝を果たした。MVPは決勝戦を含め3試合に登板して3勝を挙げたトヨタ自動車・岩崎司投手が受賞。
  - 【NPB・KBO】横浜を退団した田代富雄がKBO・SKのコーチに就任することが明らかになった。
- 15日
- 16日
- 17日
- 18日
  - 【日本・大学】第41回明治神宮野球大会最終日（神宮球場）大学の部決勝、早大が東海大に2-1で逆転勝ちし、大会初優勝を決めた。
  - 【日本・高校】第41回明治神宮野球大会最終日、高校の部決勝は日大三高が鹿児島実業高を4-1で破り初優勝[57]。
- 19日
  - 【アジア大会】広州アジア大会第8日、野球3位決定戦「日本対中国」戦は6-2で日本が勝利し、銅メダルを獲得した[58]。

### 12月
- 2日
  - 【日本・高校】日本学生野球協会の審査室会議で、高校13校の処分を決定。部員による部内暴力があった長崎・島原中央高などを対外試合禁止処分とした[59]。
- 10日 -【KBO】（現地）三星が、NPBの日本ハム、阪神で活躍した金村曉投手との契約を発表[60]。
- 12日 -【社会人】茨城ゴールデンゴールズと、MLB・レッドソックスの松坂大輔率いるチーム「サムライ」によるチャリティーマッチ（平塚球場）が行われた。この試合で茨城GG監督の萩本欽一が勇退。試合は15-12で茨城GGが勝利し、萩本監督の勇退に花を添えた[61]。
- 13日
  - 【社会人】2010年度の社会人野球表彰の受賞者発表が行われ、ベストナインにJR九州から最多の4人が受賞した[62]。
- 14日
- 16日
  - 【CPBL】台湾プロ野球における八百長事件で詐欺罪および賭博罪に問われた中込伸（阪神元投手、兄弟元監督）に対する控訴審判決公判が台湾高等法院で開かれ、中込に対し一審と同じく懲役1年8か月、執行猶予4年の有罪判決を言い渡した[63]。
- 17日
  - 【四国IL】長崎セインツの運営会社が、長崎地方裁判所佐世保支部から破産手続きの開始決定を3日付で受けたことがわかった。負債総額約1億5000万円[64]。
- 20日
  - 【日本・大学】東京六大学の早大は、退任した応武篤良の後任の新監督として、同大野球部OBで、社会人野球の東京ガスで内野手として活躍した岡村猛の就任を発表。任期は2011年1月1日から4年間[65]。

## 競技結果

### 国際大会
- 第25回ハーレムベースボールウィーク（7月9日～18日：オランダ・ハーレム）
- 第5回世界大学野球選手権大会（7月30日～8月7日：神宮ほか）
- 第4回IBAF女子ワールドカップ（8月12日～22日：ベネズエラ）
決勝（22日） 日本 13-3 オーストラリア （5回コールド）
- 第17回IBAFインターコンチネンタルカップ（10月：台湾）
- 第16回アジア競技大会（11月：中国・広州）

### 日韓クラブチャンピオンシップ
11月13日、東京ドーム
ロッテ（日本シリーズ優勝）3 -0 SK（韓国シリーズ優勝）

### 韓国プロ野球 (KBO)
| 順位 | 球団     | 勝 | 敗 | 分 | 勝率 | 差 |
| ---- | -------- | -- | -- | -- | ---- | -- |
| 1位  | SK       | 84 | 47 | 2  | .632 | -  |
| 2位  | 三星     | 79 | 52 | 2  | .594 | 5  |
| 3位  | 斗山     | 73 | 57 | 3  | .549 | 11 |
| 4位  | ロッテ   | 69 | 61 | 3  | .519 | 15 |
| 5位  | 起亜     | 59 | 74 | 0  | .444 | 25 |
| 6位  | LG       | 57 | 71 | 5  | .429 | 27 |
| 7位  | ネクセン | 52 | 78 | 3  | .391 | 32 |
| 8位  | ハンファ | 49 | 82 | 2  | .368 | 35 |

- 4位までがポストシーズン進出。ステップラダー方式で韓国シリーズを争う。
- 勝率は勝利数÷試合数（引き分けは負けと同じ扱い）で計算。

### 台湾プロ野球 (CPBL)

#### レギュラーシーズン
| 前期 | 前期   | 前期 | 前期 | 前期 | 前期 | 前期 | 後期 | 後期   | 後期 | 後期 | 後期 | 後期 | 後期 | 年間 | 年間   | 年間 | 年間 | 年間 | 年間 | 年間 |
| 順位 | 球団   | 勝   | 敗   | 分   | 勝率 | 差   | 順位 | 球団   | 勝   | 敗   | 分   | 勝率 | 差   | 順位 | 球団   | 勝   | 敗   | 分   | 勝率 | 差   |
| ---- | ------ | ---- | ---- | ---- | ---- | ---- | ---- | ------ | ---- | ---- | ---- | ---- | ---- | ---- | ------ | ---- | ---- | ---- | ---- | ---- |
| 優勝 | 興農   | 36   | 23   | 1    | .610 | -    | 優勝 | 兄弟   | 36   | 24   | 0    | .600 | -    | 1位  | 興農   | 65   | 53   | 2    | .551 | -    |
| 2位  | La New | 31   | 27   | 2    | .534 | 4.5  | 2位  | 統一   | 29   | 29   | 2    | .500 | 6    | 2位  | 兄弟   | 61   | 57   | 2    | .517 | 4    |
| 3位  | 兄弟   | 25   | 33   | 2    | .431 | 10.5 | 3位  | 興農   | 29   | 30   | 1    | .492 | 6.5  | 3位  | La New | 55   | 62   | 3    | .470 | 9.5  |
| 4位  | 統一   | 25   | 34   | 1    | .424 | 11   | 4位  | La New | 24   | 35   | 1    | .407 | 11.5 | 4位  | 統一   | 54   | 63   | 3    | .462 | 10.5 |

#### 台湾シリーズ
|       | 日付     | ホーム | 結果 | ビジター | 球場 |
| ----- | -------- | ------ | ---- | -------- | ---- |
| 第1戦 | 10月16日 | 兄弟   | 3‐2  | 興農     | 洲際 |
| 第2戦 | 10月17日 | 兄弟   | 3‐1  | 興農     | 斗六 |
| 第3戦 | 10月19日 | 興農   | 0‐3  | 兄弟     | 桃園 |
| 第4戦 | 10月20日 | 興農   | 1‐6  | 兄弟     | 新荘 |

### 韓国・台湾クラブチャンピオンシップ
11月4日・11月5日、台中インターコンチネンタルスタジアム
|       | 日付    | 後攻 | 結果 | 先攻 |
| ----- | ------- | ---- | ---- | ---- |
| 第1戦 | 11月4日 | 兄弟 | 3‐2  | SK   |
| 第2戦 | 11月5日 | SK   | 5‐2  | 兄弟 |

### 中国プロ野球 (CBL)

#### レギュラーシーズン
| 順位 | 球団 | 勝 | 敗 | 勝ち点 |
| ---- | ---- | -- | -- | ------ |
| 1位  | 北京 | 15 | 3  | 30     |
| 2位  | 広東 | 13 | 5  | 26     |
| 3位  | 江蘇 | 12 | 6  | 24     |
| 4位  | 天津 | 8  | 10 | 16     |
| 5位  | 四川 | 7  | 11 | 14     |
| 6位  | 上海 | 5  | 13 | 10     |
| 7位  | 河南 | 3  | 15 | 6      |

勝ち点は1勝につき2点。上位2チームが優勝決定戦（プレーオフ）進出。

#### プレーオフ
3戦2勝制。
|       | 日付     | 球場    | 1位チーム | 結果 | 2位チーム |
| ----- | -------- | ------- | --------- | ---- | --------- |
| 第1戦 | 北京芦城 | 8月27日 | 北京      | 5‐9  | 広東      |
| 第2戦 | 北京芦城 | 8月28日 | 北京      | 4‐7  | 広東      |

### 独立リーグ（日本）

#### 四国・九州アイランドリーグ
|      | 前期                       | 前期 | 前期 | 前期 | 前期 | 前期 | 後期                       | 後期 | 後期 | 後期 | 後期 | 後期 |
| 順位 | 球団                       | 勝   | 敗   | 分   | 勝率 | 差   | 球団                       | 勝   | 敗   | 分   | 勝率 | 差   |
| ---- | -------------------------- | ---- | ---- | ---- | ---- | ---- | -------------------------- | ---- | ---- | ---- | ---- | ---- |
| 優勝 | 香川オリーブガイナーズ     | 23   | 9    | 6    | .719 | -    | 香川オリーブガイナーズ     | 25   | 11   | 2    | .694 | -    |
| 2位  | 高知ファイティングドッグス | 22   | 9    | 7    | .710 | 0.5  | 愛媛マンダリンパイレーツ   | 22   | 12   | 4    | .647 | 2.0  |
| 3位  | 徳島インディゴソックス     | 20   | 15   | 3    | .571 | 4.0  | 徳島インディゴソックス     | 17   | 17   | 4    | .500 | 5.0  |
| 4位  | 愛媛マンダリンパイレーツ   | 13   | 22   | 3    | .371 | 7.0  | 高知ファイティングドッグス | 16   | 16   | 3    | .57  | 1.5  |
| 5位  | 長崎セインツ               | 13   | 23   | 2    | .361 | 0.5  | 長崎セインツ               | 11   | 24   | 3    | .314 | 5.0  |

##### リーグチャンピオンシップ
- 10月2日（高知市野球場）、10月10日（レクザムスタジアム）

第1戦 香川 4－3 高知
第2戦 香川 5－4 高知
（香川は2年ぶり4回目の総合優勝）

#### ベースボール・チャレンジ・リーグ

##### 上信越地区
|      | 前期                     | 前期 | 前期 | 前期 | 前期 | 前期 | 後期                     | 後期 | 後期 | 後期 | 後期 | 後期 |
| 順位 | 球団                     | 勝   | 敗   | 分   | 勝率 | 差   | 球団                     | 勝   | 敗   | 分   | 勝率 | 差   |
| ---- | ------------------------ | ---- | ---- | ---- | ---- | ---- | ------------------------ | ---- | ---- | ---- | ---- | ---- |
| 優勝 | 群馬ダイヤモンドペガサス | 25   | 8    | 3    | .758 | -    | 群馬ダイヤモンドペガサス | 19   | 15   | 2    | .559 | -    |
| 2位  | 信濃グランセローズ       | 14   | 21   | 1    | .400 | 12.0 | 新潟アルビレックスBC     | 18   | 16   | 2    | .529 | 1.0  |
| 3位  | 新潟アルビレックスBC     | 10   | 22   | 4    | .313 | 2.5  | 信濃グランセローズ       | 13   | 20   | 3    | .394 | 4.5  |

##### 北陸地区
|      | 前期                     | 前期 | 前期 | 前期 | 前期 | 前期 | 後期                     | 後期 | 後期 | 後期 | 後期 | 後期 |
| 順位 | 球団                     | 勝   | 敗   | 分   | 勝率 | 差   | 球団                     | 勝   | 敗   | 分   | 勝率 | 差   |
| ---- | ------------------------ | ---- | ---- | ---- | ---- | ---- | ------------------------ | ---- | ---- | ---- | ---- | ---- |
| 優勝 | 石川ミリオンスターズ     | 20   | 13   | 3    | .606 | -    | 福井ミラクルエレファンツ | 18   | 15   | 3    | .545 | -    |
| 2位  | 福井ミラクルエレファンツ | 17   | 16   | 3    | .515 | 3.0  | 石川ミリオンスターズ     | 18   | 16   | 2    | .529 | 0.5  |
| 3位  | 富山サンダーバーズ       | 14   | 20   | 2    | .412 | 3.5  | 富山サンダーバーズ       | 14   | 18   | 4    | .438 | 3.0  |

##### プレーオフシリーズ
- 上信越地区 10月2日（前橋市民球場）

第1戦 群馬 6－2 新潟
- - （群馬は前後期優勝のため、1勝でリーグチャンピオンシップに出場）
- 北陸地区 第1戦10月2日、第3戦10月4日（石川県立野球場）、第2戦10月3日（福井県営球場）

第1戦 石川 6－4 福井
第2戦 福井 1－0 石川
第3戦 石川 4－3 福井
リーグチャンピオンシップ 10月10日・10月11日（群馬県立敷島公園野球場、10月16日・10月17日（石川県立野球場）
第1戦 群馬 1－0 石川
第2戦 石川 2－1 群馬
第3戦 石川 4－2 群馬
第4戦 石川 5－4 群馬
- - （石川は3年ぶり2回目の総合優勝）

#### グランドチャンピオンシップ
第1戦 香川 8 - 3 石川（10月23日、志度）
第2戦 香川 5 - 4 石川（10月24日、志度）
第3戦 石川 2 - 1 香川（10月30日、石川県立）
第4戦 香川 2 - 0 石川（10月31日、石川県立）
- - （香川は2年ぶり3回目の優勝）

#### 関西独立リーグ
|      | 前期                   | 前期 | 前期 | 前期 | 前期 | 前期 | 後期                   | 後期 | 後期 | 後期 | 後期 | 後期 |
| 順位 | 球団                   | 勝   | 敗   | 分   | 勝率 | 差   | 球団                   | 勝   | 敗   | 分   | 勝率 | 差   |
| ---- | ---------------------- | ---- | ---- | ---- | ---- | ---- | ---------------------- | ---- | ---- | ---- | ---- | ---- |
| 優勝 | 神戸9クルーズ          | 20   | 15   | 0    | .571 | -    | 紀州レンジャーズ       | 22   | 7    | 3    | .759 | -    |
| 2位  | 紀州レンジャーズ       | 17   | 15   | 3    | .531 | 1.5  | 明石レッドソルジャーズ | 18   | 11   | 4    | .621 | 4.0  |
| 3位  | 明石レッドソルジャーズ | 13   | 14   | 6    | .481 | 1.5  | 神戸9クルーズ          | 13   | 16   | 1    | .536 | 2.0  |
| 4位  | コリア・ヘチ           | 13   | 19   | 3    | .406 | 2.5  | 韓国ヘチ               | 5    | 24   | 2    | .172 | 8.0  |

※日程未消化（打ち切り）のため、チームにより試合数が異なる。

##### 年間チャンピオンシップ
- 9月24日〜9月25日、紀三井寺、三田城山

第1戦 神戸 1 - 0 紀州
第2戦 神戸 6 - 4 紀州
（神戸は初の総合優勝）

#### ジャパン・フューチャーベースボールリーグ
| 年間 | 年間                     | 年間 | 年間 | 年間 | 年間 | 年間 |
| 順位 | 球団                     | 勝   | 敗   | 分   | 勝率 | 差   |
| ---- | ------------------------ | ---- | ---- | ---- | ---- | ---- |
| 優勝 | 三重スリーアローズ       | 22   | 27   | 5    | .449 | -    |
| 2位  | 大阪ゴールドビリケーンズ | 16   | 32   | 6    | .333 | 5.5  |

#### 日本女子プロ野球機構
|      | 前期                     | 前期 | 前期 | 前期 | 前期 | 前期 | 後期                     | 後期 | 後期 | 後期 | 後期 | 後期 |
| 順位 | 球団                     | 勝   | 敗   | 分   | 勝率 | 差   | 球団                     | 勝   | 敗   | 分   | 勝率 | 差   |
| ---- | ------------------------ | ---- | ---- | ---- | ---- | ---- | ------------------------ | ---- | ---- | ---- | ---- | ---- |
| 優勝 | 兵庫スイングスマイリーズ | 14   | 6    | 0    | .700 | -    | 兵庫スイングスマイリーズ |      |      |      |      | -    |
| 2位  | 京都アストドリームス     | 6    | 14   | 0    | .300 | 8.0  | 京都アストドリームス     |      |      |      |      |      |

### 社会人野球
- 第81回都市対抗野球大会（8月27日〜9月7日；東京ドーム）
優勝：川崎市・東芝（3年ぶり7回目）
- 第35回全日本クラブ野球選手権大会（9月14日～17日；西武ドーム）
優勝：所沢グリーンベースボールクラブ（初優勝）
- 第4回東日本カップ・中日本カップ・西日本カップ（10月16日・17日；福島あづま・信夫ヶ丘（東日本）、浜松（中日本）、北九州大谷・北九州市民（西日本））
東日本カップ優勝：オール高崎野球倶楽部（初優勝）
中日本カップ優勝：NAGOYA23（初優勝）
西日本カップ優勝：ビッグ開発ベースボールクラブ（初優勝）
- 第37回社会人野球日本選手権大会（10月30日～11月1日・11月9日〜14日；京セラドーム大阪、日立、岡崎、わかさ京都、倉敷マスカット）
優勝：トヨタ自動車（2年ぶり3回目）
- 主要地区連盟主催大会（日本選手権対象大会）
  - 第65回JABA東京スポニチ大会（3月19日〜22日；神宮、千葉マリン、県営大宮）

優勝：富士重工業（初優勝）
  - 第58回JABA静岡大会（4月3日〜7日；浜松、清水庵原、岡崎）

優勝：セガサミー（初優勝）
  - 第40回JABA四国大会（4月9日〜14日；松山坊っちゃん・マドンナ）

優勝：JR九州（3年ぶり2回目）
  - 第34回JABA日立市長杯争奪大会（4月16日～20日；日立市民、日立会瀬）

優勝：JFE東日本（初優勝）
  - 第54回JABA岡山大会（4月16日〜21日；倉敷マスカット・同補助、倉敷市営）

優勝：JR北海道（初優勝）
  - 第53回JABA長野県知事旗争奪野球大会（4月23日〜26日；オリンピック、長野県営）

優勝：NTT東日本（7年ぶり5回目）
  - 第62回JABA京都大会（4月30日〜5月5日；わかさスタジアム京都、皇子山）

優勝：ヤマハ（34年ぶり2回目）
  - 第64回JABAベーブルース杯争奪大会（5月1日～4日；長良川、大垣北）

優勝：中日ドラゴンズファーム（2年連続2回目）
  - 第64回JABA九州大会（5月8日〜13日；北九州大谷、北九州市民、桃園）

優勝：三菱重工長崎（5年ぶり4回目）
  - 第42回JABA東北大会（5月13日〜16日；愛島、仙台市民、石巻）

優勝：新日本石油ENEOS（初優勝）
  - 第53回JABA北海道大会（7月29日〜8月2日；円山、野幌）

優勝：トヨタ自動車（初優勝）

### 大学野球
- 第59回全日本大学野球選手権大会（6月8日〜13日；神宮・東京ドーム）

決勝 東洋大（東都） 5-0 東海大（首都）
（東洋大は2年ぶり3回目の優勝）
- 第41回明治神宮野球大会大学の部（11月13日〜18日；神宮・神宮第二）

決勝 早大（東京六大学） 2-1 東海大（関東5連盟第1）
（早大は初優勝）
- 各大学リーグ結果（太字は明治神宮大会出場権を得た大学）
  - 北海道学生野球連盟
1部春季優勝：函館大
2部春季優勝：北教大旭川校
1部秋季優勝：東京農業大学生物産業学部
2部秋季優勝：北教大旭川校
  - 札幌学生野球連盟
1部春季優勝：北大
2部春季優勝：北教大岩見沢校
3部春季優勝：札幌国際大
1部秋季優勝：道都大
2部秋季優勝：札幌大
3部秋季優勝：専修北海道短大
  - 北東北大学野球連盟
1部春季優勝：八戸大
2部春季優勝：青森中央学院大
3部春季優勝：北里大
1部秋季優勝：八戸大
2部秋季優勝：八戸工大
3部秋季優勝：北里大
  - 仙台六大学野球連盟
春季優勝：東北福祉大
秋季優勝：東北福祉大
  - 南東北大学野球連盟
1部春季優勝：東日本国際大
2部春季優勝：公益大
1部秋季優勝：石巻専大
2部秋季優勝：いわき明星大
  - 千葉県大学野球連盟
1部春季優勝：中央学院大
2部春季優勝：千葉工大
3部春季優勝：千葉商大
1部秋季優勝：東情大
2部秋季優勝：千葉大
3部秋季優勝：千葉商大
  - 関甲新学生野球連盟
1部春季優勝：白鷗大
2部春季優勝：平成国際大
3部春季優勝：新潟大
1部秋季優勝：上武大
2部秋季優勝：作学大
3部秋季優勝：茨城大
  - 東京新大学野球連盟
1部春季優勝：創価大
2部春季優勝：高千穂大
3部春季優勝：日工大
4部春季優勝：国際基督教大
1部秋季優勝：創価大
2部秋季優勝：杏林大
3部秋季優勝：東京理科大
4部秋季優勝：東京電機大
  - 東京六大学野球連盟
春季優勝：慶大
秋季優勝：早大
  - 東都大学野球連盟
1部春季優勝：東洋大
2部春季優勝：青学大
3部春季優勝：順大
4部春季優勝：都市大
1部秋季優勝：国学院大
2部秋季優勝：駒大
3部秋季優勝：大正大
4部秋季優勝：芝浦工大
  - 首都大学野球連盟
1部春季優勝：東海大
2部グループA春季優勝：東京経済大
2部グループB春季優勝：明星大
1部秋季優勝：東海大
2部A秋季優勝：東京経済大
2部B秋季優勝：桜美大
  - 神奈川大学野球連盟
1部春季優勝：桐蔭横浜大
2部春季優勝：横浜国大
1部秋季優勝：関東学院大
2部秋季優勝：横市大
  - 愛知大学野球連盟
1部春季優勝：愛院大
2部春季優勝：名城大
3部春季優勝：星城大
4部春季優勝：至学館大
5部春季優勝：大同大
1部秋季優勝：愛院大
2部秋季優勝：中京大
3部秋季優勝：同朋大
4部秋季優勝：学泉大
5部秋季優勝：名外大
  - 東海地区大学野球連盟
    - 岐阜学生野球連盟春季優勝：中部学院大
    - 三重学生野球連盟春季優勝：三重中京大
    - 静岡学生野球連盟春季優勝：東海大海洋学部
    - 岐阜学生野球連盟秋季優勝：中部学院大
    - 三重学生野球連盟秋季優勝：三重中京大
    - 静岡学生野球連盟秋季優勝：日大国際関係学部

  - 北陸大学野球連盟
1部春季優勝：金院大
2部春季優勝：富山大
1部秋季優勝：金院大
2部秋季優勝：富山大
  - 関西学生野球連盟
春季優勝：同大
秋季優勝：同大
  - 関西六大学野球連盟
春季優勝：大院大
秋季優勝：龍谷大
  - 阪神大学野球連盟
1部春季優勝：大体大
2部春季優勝：甲南大
3部春季優勝：大阪電気通信大
1部秋季優勝：関国大
2部秋季優勝：甲南大
3部秋季優勝：追手門学院大
  - 近畿学生野球連盟
1部春季優勝：奈良産大
2部春季優勝：阪大
3部春季優勝：太成学院大
1部秋季優勝：奈良産大
2部秋季優勝：神戸大
3部秋季優勝：羽衣国際大
  - 京滋大学野球連盟
1部春季優勝：佛教大
2部春季優勝：成美大
1部秋季優勝：京都学園大
2部秋季優勝：滋賀県立大
  - 広島六大学野球連盟
春季優勝：広経大
秋季優勝：近大工学部
  - 中国地区大学野球連盟
1部春季優勝：東亜大
2部春季優勝：山口福祉文化大
3部春季優勝：広島文化学園
4部春季優勝：広島国際大
1部秋季優勝：環太平洋大
2部秋季優勝：岡山大
3部秋季優勝：島根大
4部秋季優勝：鳥取大
  - 四国地区大学野球連盟
1部春季優勝：高知工科大
2部春季優勝：徳島大
1部秋季優勝：四国学院大
2部秋季優勝：徳島大
  - 九州六大学野球連盟
春季優勝：福岡大
秋季優勝：九州国際大
  - 福岡六大学野球連盟
春季優勝：九共大
秋季優勝：九産大
  - 九州地区大学野球連盟
春季優勝：西日本工業大
秋季優勝：日本文理大

### 高校野球
- 第82回選抜高等学校野球大会（3月21日〜4月3日：甲子園）
  - 決勝 興南（沖縄） 10-5 日大三（東京）（延長12回）

興南は初優勝。沖縄県勢の優勝は第80回大会の沖縄尚学以来2年ぶり3回目。
- 第92回全国高等学校野球選手権大会（8月7日〜21日：甲子園）
  - 決勝 興南（沖縄） 13-1 東海大相模（神奈川）

興南は甲子園大会春夏連覇を達成。沖縄県勢の優勝は夏大会では初。
- 第55回全国高等学校軟式野球選手権大会（8月下旬：明石、高砂）
  - 決勝 能代（北東北・秋田） 2-1 新田（四国・愛媛）

能代は28年ぶり2回目の優勝。
- 第65回国民体育大会（9月27日〜30日）銚子市野球場（硬式）、（9月26日〜29日：船橋市総合運動公園野球場（軟式）
  - 硬式の部 悪天候の為準々決勝2試合と準決勝以降実施出来ず順位無し
  - 軟式の部 悪天候の為準々決勝2試合と準決勝以降実施出来ず順位無し
- 第41回明治神宮野球大会高校の部（11月13日〜18日：神宮・神宮第二）
  - 決勝 日大三（東京） 4-1鹿児島実 （九州・鹿児島）

日大三は初優勝。

## 死去
- 1月15日 - 武宮敏明（読売ジャイアンツ元捕手・寮長、*1921年）
- 1月17日 - 小林繁（読売ジャイアンツ・阪神タイガース元投手、北海道日本ハムファイターズコーチ、*1952年）
- 2月5日 - 小瀬浩之（オリックス・バファローズ外野手、*1985年）
- 3月1日 - 高橋重行（大洋ホエールズ元投手、阪神タイガース元投手コーチ、*1945年）[66]
- 3月9日 - ウィリー・デービス（MLB・中日ドラゴンズ・クラウンライターライオンズ元外野手、*1940年）
- 3月16日 - 前川八郎（東京ジャイアンツ・阪急軍元投手、巨人最高齢OB、*1912年）[67]
- 3月17日 - 三村勲（松竹ロビンス元内野手、*1924年）
- 4月7日 - 木村拓也（日本ハムファイターズ・広島東洋カープ・読売ジャイアンツ元内外野手、読売ジャイアンツコーチ、*1972年）
- 4月18日 - 見掛道夫（阪神タイガース球団元社長、* 1921年）
- 5月1日 - 小林公平（元阪急ブレーブス（現オリックス・バファローズ）オーナー *1928年）
- 5月2日 - 朝井茂治、（大阪タイガース・阪神タイガース・広島東洋カープ元内野手 *1941年）
- 5月5日 - 田宮謙次郎（大阪タイガース元投手、外野手・大毎オリオンズ元外野手、東映フライヤーズ・日拓ホームフライヤーズ元監督。*1928年）
- 5月8日 - 島野修（読売ジャイアンツ・阪急ブレーブス（現オリックス・バファローズ）元投手・阪急ブレーブス元打撃投手、阪急→オリックス球団マスコット（ブレービー→ネッピー）の元スーツアクター、元オリックス球団職員。*1950年）
- 5月11日 - 川本幸生（元広島県立広島商業高等学校野球部内野手・監督、NHK高校野球解説者。*1957年）[68]
- 5月23日 - ホセ・リマ（ドミニカ共和国、MLB（参照）、韓国・起亜タイガース元投手 *1972年）
- 7月3日 - 保谷俊夫（オリックス・バファローズ選手寮「青濤館」寮長、阪急ブレーブス（現オリックス）元投手 *1948年）
- 7月13日 - ジョージ・スタインブレナー（MLB・ニューヨーク・ヤンキースオーナー *1930年）
- 7月18日 - 砂押邦信（立教大学野球部元監督、国鉄スワローズ元監督 *1922年）
- 7月27日 - 本田威志（大洋・中日元内野手、中日元スカウト部長 *1937年）
- 8月16日 - 王登美（王貞治福岡ソフトバンクホークス球団会長・元監督、東京讀賣巨人軍元選手・監督の母 *1901年）
- 8月16日 - ボビー・トムソン（元MLB選手 *1923年）
- 8月24日 - 荒川宗一（高橋ユニオンズ元外野手、早稲田大学野球部元OB会長 *1925年）
- 10月7日 - 大沢啓二（南海ホークス・東京オリオンズ元内野手、ロッテオリオンズ・日本ハムファイターズ元監督、日本プロ野球OBクラブ名誉理事長 *1932年）
- 10月17日 - ジョー・リス（MLB・近鉄バファローズ元一塁手、外野手 *1946年）
- 10月19日 - 山口久（山口俊横浜ベイスターズ投手の父 *1952年）
- 10月27日 - 堀内庄（読売ジャイアンツ元投手 *1935年）
- 10月31日 - 伊熊博一（中日ドラゴンズ元外野手 *1948年）
- 11月2日 - クライド・キング（MLB元投手、ジャイアンツ、ブレーブス、ヤンキース元監督 *1924年）[69]
- 11月4日 - スパーキー・アンダーソン（MLBレッズ、タイガース元監督 *1934年）
- 11月9日 - 西村嘉明（東京大学野球部元内野手 *1924年）[70]
- 12月2日 - ロン・サント（元MLB内野手 *1940年）
- 12月9日 - 佐藤宏（野球体育博物館事務局長 *1952年）[71]
- 12月15日 - ボブ・フェラー（MLBインディアンス元投手 *1918年）
- 12月19日 - 押田司（中京商業高校野球部元監督、西濃運輸硬式野球部初代監督 *1936年）[72]
- 12月25日 - 別府隆彦（明治大学硬式野球部元監督・総監督 *1926年）[73]